# Bourjois
Bourjois є французькою косметичною компанією, яка в даний час належить американській групі Coty Inc. Bourjois створює макіяж, ароматизатори та засоби по догляду за шкірою, які продаються приблизно у 23 000 пунктів продажів у понад 50 країнах світу станом на 2015 рік.  
Торгова марка була створена у 1862 році на світовій сцені театру та виставкових мистецтв Парижа, завдяки круглій формі порожнини обличчя, яка була виготовлена Джозефом-Альбертом Понсіном. Понад 150 років по тому, Bourjois продовжує інновації та створює вишукані та доступні продукти, щоб дозволити сучасним жінкам виражати свій внутрішній стиль та особистість.

## Історія
- 1862: Актор Джозеф-Альберт Понсін створив продукт по догляду за шкірою, який би відбілював шкіру художників, акторів та актрис театрів і бульварів, щоб замінити блискучий макіяж для сцени, який використовувався художниками театру.
- 1863: Понсін запустив свою косметичну компанію, готуючи макіяж і парфуми для акторів та актрис.
- 1868: Олександру-Наполеону Буржуа, партнеру компанії, була довірена вся діяльність Понсіна.
- 1879: Слава про їхню продукцію розповсюдилося поза межами театру завдяки створенню рисової пудри Java, продукту, який освітлює шкіру, залишає її оксамитовою, їхній цільовий ринок розширюється для жінок і поширюється на масовий ринок у всьому світі.
- 1917 рік: П'єр Вертхаймер та його брат Поль взяли на себе керівництво компанією. Сім'я Вертхаймер, власники групи «Шанель», будуть володіти Bourjours майже 100 років.
- 1924 рік: перші парфуми Bourjours, Mon Parfum , були розроблені Ернестом Бо, парфумером, більш відомим через створення Chanel № 5 .
- 1928: Bourjours створив свої найбільш культові парфуми, Soir de Paris . Парфуми у синій пляшці мали великий успіх у Сполучених Штатах, де їх назвали « Вечір у Парижі» . Це був один з найпопулярніших ароматів під час Другої світової війни, який і сьогодні високо цінують колекціонери.
- 1936: Так як жінки почали боротьбу за незалежність; Bourjois пристосувався відповідати їхньому ринку, сприяючи використанню косметики для особистого задоволення та підтвердження особистості. Компанія підтримала жіноче право голосувати, однією з своїх кампаній, тоді як ця ідея була ще дискусією в французькому парламенті.
- 1938: Константин Вергійен був найнятий як парфумер в Bourjois. Він продовжував створювати аромати, такі як Mais Oui (1938), Ramage (1951) та Glamour (1953) для компанії.
- 1960: До цього часу Bourjois розробила різні парфуми, подарункові коробки, набори та косметичні вироби.
- 2014: У квітні 2015 року американська група Coty Inc. купила Bourjois у братів Вертхаймерів за приблизно 239 мільйонів американських доларів.